# Genista mugronensis
Genista mugronensis är en ärtväxtart som beskrevs av Friedrich Vierhapper. Genista mugronensis ingår i släktet ginster, och familjen ärtväxter. Inga underarter finns listade i Catalogue of Life.